# Boulogne-la-Grasse
Boulogne-la-Grasse is een gemeente in het Franse departement Oise (regio Hauts-de-France) en telt 285 inwoners (1999). De plaats maakt deel uit van het arrondissement Compiègne.

## Geografie
De oppervlakte van Boulogne-la-Grasse bedraagt 9,3 km², de bevolkingsdichtheid is 30,6 inwoners per km².
De onderstaande kaart toont de ligging van Boulogne-la-Grasse met de belangrijkste infrastructuur en aangrenzende gemeenten.

## Demografie
Onderstaande figuur toont het verloop van het inwonertal (bron: INSEE-tellingen).